# Jessica Barden
Jessica Barden (* 21. července 1992 Northallerton, Severní Yorkshire) je britská herečka. Mezi její nejznámější role patří Alyssa v seriálu The End of the F***ing World a Justine v Penny Dreadful.

## Životopis
Narodila se v Northallertonu v Severním Yorkshiru a v roce 1995 se s rodiči přestěhovala do města Wetherby, kam později chodila i na střední školu. Její herecký debut přišel v roce 1999, kdy se objevila v malé roli v dílu seriálu Mí rodiče, mimozemšťané. Později též ztvárnila malé role v seriálech No Angels a The Chase. V roce 2007 bylo oznámeno, že ztvární Kayleigh Morton ve známém britském dramatickém seriálu Coronation Street, kde se objevovala až do konce následujícího roku, kdy v seriálu její rodina spolu s ní odjede.
V roce 2007 přišel její filmový debut, a to ve snímku Revoluce paní Ratcliffové, který pojednává o britské rodině, která se během studené války přestěhuje do Západního Německa. V roce 2010 se objevila ve filmu Stephena Frearse, Tamara Drewe a v následujícím roce si zahrála Sophii, kamarádku hlavní postavy v podání Saoirse Ronan, v akčním filmu Hanna. V roce 2014 ztvárnila jednu z rolí v americkém nezávislém snímku Ukolébavka.
V roce 2015 se objevila v dvoudílné televizní adaptaci knihy The Outcast od Sadie Jones. Ve stejném roce si zahrála Liddy ve filmu Thomase Vinterberga, Daleko od hlučícího davu a též ztvárnila vedlejší roli v absurdní černé komedii Humr. V roce 2017 se objevila v britském hororovém snímku Habit a zahrála si Alyssu v seriálu The End of the F***ing World.

## Filmografie

### Film
| Rok  | Název                     | Role                          | Poznámky |
| ---- | ------------------------- | ----------------------------- | -------- |
| 2007 | Revoluce paní Ratcliffové | Mary Ratcliffe                |          |
| 2010 | Tamara Drewe              | Jody Long                     |          |
| 2011 | Hanna                     | Sophie                        |          |
| 2012 | Comedown                  | Kelly                         |          |
| 2012 | In the Dark Half          | Marie                         |          |
| 2013 | Labyrint mysli            | Mousey                        |          |
| 2014 | Ukolébavka                | Meredith                      |          |
| 2015 | Daleko od hlučícího davu  | Liddy                         |          |
| 2015 | Humr                      | žena, které tekla krev z nosu |          |
| 2016 | Mindhorn                  | Jasmine                       |          |
| 2017 | Habit                     | Lee                           |          |
| 2018 | The New Romantic          | Blake Conway                  |          |

### Televize
| Rok       | Název                        | Role             | Poznámky                                                                     |
| --------- | ---------------------------- | ---------------- | ---------------------------------------------------------------------------- |
| 1999      | Mí rodiče, mimozemšťané      | dívka ve škole   | televizní seriál, díl: „The Date“                                            |
| 2005      | No Angels                    | Lucy             | televizní seriál, 1 díl                                                      |
| 2006      | The Chase                    | Amy              | televizní seriál, 1 díl                                                      |
| 2007-2008 | Coronation Street            | Kayleigh Morton  | televizní seriál, 72 dílů                                                    |
| 2011      | Comedy Showcase              | barmanka         | televizní pořad, díl: „Chickens“ (pilotní díl pro pozdější televizní seriál) |
| 2012      | Vera                         | Stella Macken    | televizní seriál, díl: „The Ghost Position“                                  |
| 2013      | Coming Up                    | Ruby             | televizní seriál, díl: „Sammy's War“                                         |
| 2013      | Chickens                     | barmanka a Penny | televizní seriál, 3 díly                                                     |
| 2014      | TEOTFW                       | Alyssa           | krátký film, pilotní díl pro seriál The End of the F***ing World             |
| 2015      | The Outcast                  | Kit Carmichael   | televizní seriál, 2 díly                                                     |
| 2016      | Murder                       | Jess             | televizní seriál, díl: „The Big Bang“                                        |
| 2016      | Penny Dreadful               | Justine          | televizní seriál, 6 dílů                                                     |
| 2016      | Ellen                        | Ellen            | televizní film                                                               |
| 2017      | The End of the F***ing World | Alyssa           | televizní seriál, hlavní role                                                |